# The Mark of Zorro (1974)
The Mark of Zorro é um telefilme estadunidense de aventura de 1974, dirigido por Don McDougall para a ABC e estrelado por Frank Langella. O filme é uma regravação do filme homônimo estrelado por Tyrone Power em 1940. A música original foi composta por Dominic Frontiere.

## Elenco
| Ator              | Personagem                   |
| ----------------- | ---------------------------- |
| Frank Langella    | Don Diego de la Vega (Zorro) |
| Ricardo Montalban | Capitão Esteban              |
| Gilbert Roland    | Don Alejandro de la Vega     |
| Yvonne De Carlo   | Isabella de la Vega          |
| Louise Sorel      | Inez Quintero                |
| Robert Middleton  | Don Luis Quintero            |
| Anne Archer       | Teresa                       |
| Jay Hammer        | Antonio                      |

## O personagem Zorro
Idealizado pelo escritor norte-americano Johnston McCulley, a primeira aparição do lendário personagem Zorro aconteceu nas páginas da revista pulp All-Story Weekly, em 1919. Publicada em cinco edições, com o título de The Curse of Capistrano, a história acabou ganhando as telas do cinema no ano seguinte, no filme The Mark of Zorro. Em seguida, em virtude do enorme sucesso do filme, McCulley relançou a história sob o formato de um romance, que acabou recebendo o mesmo título do filme: The Mark of Zorro.